# El Calafate
El Calafate – miasto w argentyńskiej Patagonii, w prowincji Santa Cruz, na południowym brzegu jeziora Lago Argentino. Leży 320 km na północny zachód od stolicy prowincji Río Gallegos. Lokalne centrum ruchu turystycznego, rozbudowana baza hotelarska. Nazwa miejscowości pochodzi od hiszpańskiej nazwy krzewu berberysu bukszpanolistnego – Calafate.
El Calafate powstało w miejscu, gdzie gromadzili się farmerzy przed wyruszeniem w wielotygodniową podróż z belami wełny do Río Gallegos. Oficjalną datą założenia jest rok 1927. Miejscowość zaczęła rozwijać się od momentu powstania w 1937 parku narodowego Los Glaciares. 
Miasto rozwija się w dynamiczny i niekontrolowany sposób. Według oficjalnego spisu ludności w 2001 liczyło 6 143 mieszkańców, według nieoficjalnych danych w 2005 – 8 000, w 2008 – 21 000, a w 2010 – 22 000 mieszkańców.
Głównym zajęciem mieszkańców jest obsługa ruchu turystycznego – wizyt w parkach narodowych, argentyńskim Los Glaciares i chilijskim Torres del Paine oraz trekingu po Andach.

## Komunikacja
Miasto jest położone 320 km od stolicy prowincji oraz 362 km od położonego w Chile Puerto Natales. Drogi, poza prowadzącą do parku narodowego Los Glaciares (ok. 80 km) oraz biegnącą w kierunku stolicy prowincji, nie mają utwardzonej nawierzchni.
W odległości 23 km od miasta znajduje się port lotniczy Comandante Armando Tola.